# فرهاد لو
فرهاد لو هي قرية في مقاطعة كليبر، إيران. عدد سكان هذه القرية هو 36 في سنة 2006.